# Všeobecné volby v Belgii 1925
Belgické všeobecné volby z roku 1925 se konaly 15. dubna 1925. Volby sice vyhráli socialisté, ale vládu sestavili katolíci v čele s Georgesem Theunisem, Aloysem Vandem Viverem, Prosperem Poulletem a Henrim Jasparem.

## Výsledky
| Politická strana | Politická strana | Sněmovna reprezentantů | Sněmovna reprezentantů | Sněmovna reprezentantů | Senát       | Senát     | Senát         |
| Politická strana | Politická strana | Počet hlasů            | Hlasy v %              | Počet mandátů          | Počet hlasů | Hlasy v % | Počet mandátů |
| ---------------- | ---------------- | ---------------------- | ---------------------- | ---------------------- | ----------- | --------- | ------------- |
|                  | Socialisté       | 821 116                | 39,48 %                | 79                     | 828 854     | 40,87 %   | 39            |
|                  | Katolíci         | 778 366                | 37,42 %                | 86                     | 757 804     | 37,36 %   | 38            |
|                  | Liberálové       | 304 757                | 14,65 %                | 23                     | 324 823     | 16,02 %   | 13            |
|                  | ostatní          | 176 414                | 8,48 %                 | 8                      | 116 716     | 5,75 %    | 3             |
| Celkem           | Celkem           | 2 080 047              | 100 %                  | 196                    | 2 028 197   | 100 %     | 93            |